# Lãnh đạo Đối lập (Anh)
Lãnh đạo Đối lập trung thành nhất của Quốc vương Bệ hạ (tiếng Anh: Leader of His Majesty's Most Loyal Opposition), viết tắt là Lãnh đạo Đối lập, là người đứng đầu của Phe đối lập trung thành nhất của Quốc vương Bệ hạ ở Vương quốc Anh. Thông thường, Lãnh đạo Đối lập thường được coi là Thủ tướng bóng tối.
Theo thông lệ, Lãnh đạo Đối lập thường là lãnh đạo của đảng lớn nhất trong Viện Thứ dân không phải là đảng cầm quyền, và đảng này thường là đảng lớn thứ hai trong Viện. Lãnh đạo Đối lập cũng là thành viên của Cơ mật viện. Người này chịu trách nhiệm lãnh đạo Nội các bóng tối của Vương quốc Anh, chủ yếu giám sát việc thực thi chính sách của chính phủ và đề xuất các chính sách thay thế.
Lãnh đạo Đối lập tại Viện Quý tộc được gọi là Lãnh đạo Viện Quý tộc bóng tối. Trước năm 1911, lãnh đạo đối lập của cả hai viện có vị trí ngang nhau, nhưng nếu một trong số họ gần đây từng là Thủ tướng, thì vị trí của người đó sẽ cao hơn so với lãnh đạo đối lập còn lại. Hiện tại, Lãnh đạo Đối lập tại Viện Thứ dân được coi là lãnh đạo đối lập thực tế.
Người đảm nhiệm vị trí Lãnh đạo Đối lập có tiền lương chia thành hai phần: phần đầu tiên là tiền lương của một nghị sĩ Quốc hội, phần thứ hai là tiền lương của Lãnh đạo đối lập. Vào năm 2019, tiền lương của Lãnh đạo Đối lập cao nhất có thể lên đến 65,181 bảng Anh.
Hiện tại, Lãnh đạo Đối lập của Vương quốc Anh là lãnh đạo Đảng Bảo thủ, Kemi Badenoch.